# Ma Yuanyi
En aquest nom xinès, el cognom és Ma.
Ma Yuanyi (mort el 184 EC) va ser un líder de Divisió Gran dels Turbants Grocs i un líder en la planificació de la Revolta dels Turbants Grocs durant el període tardà de la Dinastia Han Oriental de la història xinesa. Ell en tenia seguidors a les províncies de Jing i Yang i fins i tot a la ciutat capital de Luoyang.
Va afirmar tenir partidaris a Luoyang, fins i tot entre els eunucs del palau.

## En la ficció
En la novel·la històrica del Romanç dels Tres Regnes, ell porta regals del líder rebel Zhang Jiao als oficials eunucs en la cort imperial per guanyar-se el seu suport. També es conta que dirigeix un atac sobre Luoyang, però acaba sent derrotat i escapçat per He Jin.